# 文字多重放送
「文字多重放送」（もじたじゅうほうそう、英：Teletext）とは放送信号の隙間（視覚・聴覚に影響の出ない部分）に、文字や図形などの符号化されたデジタルデータを多重（重畳）して送信される放送である。
本項目では、1983年から2011年にかけて「テレビジョン文字多重放送」の1サービスとして提供され、現在はデジタル放送の1サービスとして実施されている「字幕放送」に関しても取り扱う。

## テレビジョン文字多重放送
「テレビジョン文字多重放送」は、日本で実施されたアナログテレビジョン放送の信号の垂直帰線期間の走査線に符号化された文字や図形情報を重畳して送信する放送である。
1983年10月3日から、聴覚障害者向けのサービスを中心にNHKが文字図形情報を画素に分解して送出する「パターン方式」による実用化試験放送を開始し、1985年11月29日からNHKと日本テレビ放送網が「ハイブリッド方式」による本放送を開始した。テレビジョン文字多重放送は2011年まで実施された。

### 歴史
世界初の文字放送（テレテキスト）は、BBC（英国放送協会/イギリス）のシーファクス（Ceefax）である。シーファクスは1970年頃に聴覚障害者や少数言語話者に向けた補助字幕放送を『必要とする利用者に限定して提供する方法』として研究が始まり、1972年までに基本システムが完成した。この頃には字幕放送の他に各種ニュースソースや現在時刻の送出なども要件に盛り込まれた。1973年の中頃には試験放送が開始されたが、内容は無意味な文字パターンが並ぶテストページのみだった。1974年9月23日にサービスを開始、BBCの視聴者に対し様々な情報を提供した。イギリスの文字放送システムは制御符号・英数文字・64種のモザイクパターンが全て7ビットコードで表され、仕様が簡素であることから殆どのテレビにデコーダーが搭載され、最盛期には週に2000万人の利用があった。2012年10月23日、アナログ放送のサービスは終了したが、サービス自体は「Red Button」に名称を変えてデジタル放送に引き継がれた。
日本では漢字の様に文字数が多くフォントROMが高額になることや、文字コードが複雑でビット誤りが起きた際の文字化けが人間側で容易に（想像による）訂正できないことから当初はパターン方式での放送が検討された。NHKは1976年2月に文字放送に関する趣意書を発表し、1978年にはNHK技術研究所で文字放送や補助字幕放送の各種実験放送を行っている。この時に採用された仕様はCIBS方式と呼ばれる332×200ドットのモノクロビットイメージを垂直帰線区間を利用して送出する方式だった。NHK方式以外にも朝日放送と松下電器（現在のパナソニック）が開発した方式もあったが、1983年10月3日、東京と大阪のNHK総合テレビで、パターン方式による試験放送を開始。ニュースと天気予報の他に、連続テレビ小説『おしん』の字幕放送も行われた。
文字多重放送の本格実用化にあたり、NHKが試験放送を実施してきたパターン方式と、民放各局が実験してきた情報を符号化して受信機側で文字・図形に再生するコード方式の要素を併せ持つ符号化伝送方式（ハイブリッド方式）の導入が1985年に決定し、1985年11月29日にNHK総合（東京・大阪）と日本テレビがハイブリッド方式による文字多重放送の本放送を開始した。NHKが全国でニュース・天気・生活情報などを提供する本格的な文字放送を開始したのは1986年11月29日である。2008年3月31日、地上デジタル放送への完全移行の準備のため、字幕放送とNHKの一部サービスを除く文字多重放送の番組が全て終了し、データ放送に集約された。
日本のハイブリッド方式は、1986年にCCIRにより「CCIR Teletext System D（JTES）」として規格化されている。日本以外での採用例は韓国文化放送の文字多重放送「MINDS」がある。英国方式はSystem B（WST）で規格化され、仕様が簡素であることから世界規模で広く普及した。米国ではNAPLPSの仕様を組み入れたSystem C（NABTS）が規格化されたが、デコーダーが高価になることから支持されたのはWSTだった。

### 文字多重放送の特徴
- 文字多重放送は「文字放送」とも言われていたが、文字放送という単語は文字多重放送の中でも「画面全体に文字や簡易図形を表示するもの」を指す事が多い。放送局或いはその子会社が、テレビ放送の補完的サービスとして、通常のテレビ番組とは独立したコンテンツ（独立番組）として制作・放送してきた。
- アナログ放送の垂直帰線区間で未使用だった走査線の内の4本を割り当ててデータ送信を行っていた。データは映像信号の白信号の有無がそのままビットパターンになり、走査線1本で1フレームあたり176ビットのデータが送信できた（走査線4本で42Kbps相当）。全てのコンテンツがこの走査線を循環して送信されていたので、コンテンツを選択しても表示されるまでに待ち時間が生じたりページ抜けが発生した。一部の受信機は待機時にデータをキャッシュする予約機能を持っていた。
- 文字放送デコーダーを内蔵したアナログテレビはハイエンドの多機能ワイドテレビが主で、それも2000年以降のモデルは字幕放送のみの対応となったので、一般的に文字放送を利用するには専用の受信機（モジネットチューナー）を必要とした。
- 同時期にサービス提供されていたキャプテンシステムとは、利用方法や画面レイアウトで類似する部分が多いが、異なる点はキャプテンシステムが電話回線を使用して利用者側からもデータを送信できる双方向型なのに対して、文字放送は放送波で送られてくるデータを参照するだけのプッシュ型であることである。なお放送波と電話回線を併用して双方向化したシステムとして「ITビジョン」がある。
- 日本初の文字放送は1983年10月3日午前6時に東京・大阪のNHK総合テレビに多重して試験放送が開始された。当時は文字も全て画像として符号化するパターン方式が使用されていて、対応機器としてソニーから文字多重デコーダー「TXT-10」（119,000円）、シャープから文字多重対応テレビ「21C-L1」などが発売された。いずれもパターン方式にのみ対応でハイブリッド方式には対応していない。文字多重デコーダーは放送波から直接信号を取り出すのではなくビデオ入力で入力された映像信号から文字放送をデコードする方式だった。試験放送開始時の番組表は以下の通り[17]。

| 番組番号 | 項目                    | 放送時間                | ページ数          | 備考                                                  |
| -------- | ----------------------- | ----------------------- | ----------------- | ----------------------------------------------------- |
| 1        | 目次                    | 総合テレビと同一        | 1                 |                                                       |
| 2        | 主なニュース            | 0:00〜22:00             | 1                 | ニュースの見出し                                      |
| 3        | ニュース                | 0:00〜22:00             | 8                 |                                                       |
| 4        | ローカルニュース        | 0:00〜22:00             | 4（東京2、大阪2） |                                                       |
| 5        | 天気予報                | 0:00〜22:00             | 2（東京1、大阪1） |                                                       |
| 6        | おしらせ                | 総合テレビと同一        | 4（東京2、大阪2） | 聴力障害者向けお知らせ                                |
| 7        | 連続テレビ小説 あらすじ | 総合テレビと同一        | 3                 | 『おしん』のあらすじ 日曜日は「おしん」以外の番組紹介 |
| 8        | 字幕番組                | 8:15〜8:30 12:45〜13:00 |                   | 『おしん』の字幕。月〜土                              |
- サービス開始当初はテレビジョン放送局自体には4本ある走査線の内の1本しか割り当てられず、残りの3本はテレビジョン放送局以外の放送事業者への割り当てとした。このため各放送局は放送設備を共用して文字多重放送を行う形式上の子会社を立てて対応した（後に緩和）。放送事業者は収益を得るためにコンテンツ内に広告を入れることが認められていた。字幕放送はテレビジョン放送局用の走査線が使用される。

関東地区の子会社一覧
- NHK: 日本文字放送（テレモ日本）
- 日本テレビ: AXES4
- TBS: 東京データビジョン
- フジテレビ: （無し）
- テレビ朝日: 朝日レタービジョン
- テレビ東京: 日経テレプレス

- 株式市況、ニュース・天気予報、フライトインフォメーションや、番組連動の字幕放送を放送していた。しかし、2003年12月に始まった地上デジタル放送のデータ放送やインターネットの普及により、民放は独立番組の放送を徐々に終了させていった。NHK総合テレビで独立番組を放送してきた日本文字放送（テレモ日本）も2008年3月31日をもって放送を終了し、NHK本体が放送していた900番台の番組のみがアナログ放送終了まで提供された。
- 字幕放送は、番組番号999#で行われていた。文字放送対応チューナーで999#を入力するか、字幕ボタンを押せば番組と連動した字幕放送を見る事ができた。なお、生放送番組などではリアルタイム字幕放送（画面表示までには若干のタイムラグが発生する）が行われていた。アナログ放送では表示のために、追加の電子回路、コンピュータが必要だったので対応するテレビが少なかった。
  - NHKは字幕放送を総合テレビで1985年11月29日から、衛星第2テレビ（BS2）（BSプレミアムのアナログ放送でも継続）で1997年10月5日から、Eテレでは1999年1月4日から実施した。
  - 日本国内の民放では、1985年から東京と大阪を中心に開始した。当初は実施局は少なかったが、1997年秋以降、放送法の改正による規制緩和で多重放送の免許が不要となり、全国ほぼ全ての局で順次開始した[注釈 1]。
- 基本的に000 - 999の最大1000番組分が割り当てられ、そのうちの000が総目次、999が字幕放送（のちに899が標準目次チャンネル[注釈 2]となった）の番組番号となっていた。そのため、通常の文字放送は001-998の998番組（のちに997番組）が割り当てられていた。
  - NHK総合テレビの場合は、000 - 899までは日本文字放送（テレモ。放送終了後の2009年にNHK情報ネットワークと合併、NHKグローバルメディアサービスとなり法人消滅）に割り当てられており、NHK本体は900 - 999の100チャンネルが割り当てられていた。
- 標準目次（899#）は、当初はテンキーで3桁の番組番号を入力して番組を選んでいたのをメニュー形式で選択できるようにするためのもので、所定の書式の目次情報を送信することで対応した受信機ではメニュー形式で表示することができた。この場合、標準目次非対応の受信機では単なるテキストの目次として表示される。
- ハイブリッド方式による文字多重放送では、日本テレビ放送網・京王技研工業・沖電気工業が開発した音符符号化方式「MUSCOT[注釈 3]」を付加音機能として採用しており、音楽を流すことができた[20][21]。付加音機能は基本機能用と追加機能用の仕様が設けられており、基本機能ではメロディ音9音色・最大6音同時出力かつ、リズム音5音色・最大5音同時出力、追加機能ではメロディ音32音色・最大16音同時出力かつ、リズム音16音色・最大8音同時出力が発音仕様として定められていた[22][23]。各社から文字放送の付加音機能と、同様にメロディ機能に「MUSCOT」を採用したキャプテン規格（CAPTAIN PLPS）のメロディ機能[20][21]に対応したデコーダや音源LSIが開発され、コルグからはデコーダ「TVM-2」[20][24][25]「TVM-3」[26][27]、ヤマハからはFM音源LSI「YM3526」[28][29]、「YM2413」[30][31]、「YM6404（IDT）」[32][注釈 4]などが開発・販売され、文字放送受信機に搭載された[注釈 5]。NHK系のテレモ日本や日本テレビ系のAXES4では、付加音機能を利用したカラオケのコンテンツが存在した[36]。廉価な受信機では音源を搭載しない機種も存在した。デジタル放送のデータ放送の仕様には文字放送由来の付加音に関する規定が残されているが、運用は行われていない[37][38]。
- 使用されていた書体（フォント）は受信機メーカーによって違いがあったが、標準字形として定義されていたフォントは、数字の3が「ろ」の形をしていたり、数字の4の上が閉じていなかったりと独特な書体だった。
- かつての山手線の205系車両に1両だけあった6ドアの車両では、車内に設置されていた広告用液晶ディスプレイで広告の合間に文字放送を流していた。

### コールサイン
かつては独自放送が行われていた関係で、主に大都市圏の放送局では「JO○○-TCMx」（xは独立系事業者が放送を行う場合に付与される連番。以下同じ）というコールサインが付与されていた。
その後、放送法改正で字幕放送が「本来業務」に加えられ実質義務化された関係で、字幕放送分のコールサインは本体に包含され、それ以外の独立データ放送部分のコールサインが「JO○○-TDMx」と改められた。このとき、字幕放送のためだけにTCMコールサインを取得していた放送局はコールサインが廃止された。
2011年7月24日（宮城・岩手・福島は2012年3月31日）の全国地上アナログ放送終了に伴い、TDMコールサインは全廃された。なお、デジタルテレビ放送は字幕も独立データも最初から含まれているため、独立したコールサインは無く全て「JO○○-DTV」でまとめられている。

### 独立文字放送実施局の一覧
1999年3月31日現在。
| 放送区域                                                       | 放送局         | 放送局 |
| 放送区域                                                       | NHK総合        | 民放 |
| -------------------------------------------------------------- | -------------- | --- |
| 北海道                                                         | 日本文字放送   | 北海道テレビ放送 |
| 青森                                                           | 日本文字放送   | 青森朝日放送 |
| 秋田                                                           | 日本文字放送   | 秋田朝日放送 |
| 岩手                                                           | 日本文字放送   | 岩手朝日テレビ |
| 福島                                                           | 日本文字放送   | 福島放送 |
| 山形                                                           | 日本文字放送   | 山形テレビ |
| 宮城                                                           | 日本文字放送   | 東日本放送 |
| 関東広域                                                       | 日本文字放送   | - 日本テレビ放送網（アクセス・フォア） - 東京放送（東京データビジョン） - フジテレビジョン - テレビ朝日（朝日レタービジョン） - テレビ東京（日経テレプレス） |
| 東京                                                           | 日本文字放送   | 東京メトロポリタンテレビジョン |
| 長野                                                           | 中部文字放送   | 長野朝日放送 |
| 新潟                                                           | 中部文字放送   | 新潟テレビ21 |
| 山梨                                                           | 中部文字放送   | — |
| 中京広域                                                       | 中部文字放送   | 中部日本放送（中部日本データビジョン） |
| - 石川 - 福井                                                  | 中部文字放送   | — |
| 静岡                                                           | 中部文字放送   | 静岡放送 |
| 富山                                                           | 中部文字放送   | 北日本放送 |
| 近畿広域                                                       | 西日本文字放送 | - 毎日放送 - 朝日放送 - 関西テレビ放送 - 読売テレビ放送 |
| 大阪                                                           | 西日本文字放送 | テレビ大坂（日経テレプレス大阪） |
| - 岡山 - 島根 - 広島 - 鳥取 - 山口 - 愛媛 - 香川 - 高知 - 徳島 | 西日本文字放送 | — |
| 福岡                                                           | 西日本文字放送 | - 九州朝日放送 - 福岡放送 |
| 大分                                                           | 西日本文字放送 | 大分朝日放送 |
| 鹿児島                                                         | 西日本文字放送 | 鹿児島放送 |
| 熊本                                                           | 西日本文字放送 | 熊本朝日放送 |
| 佐賀                                                           | 西日本文字放送 | — |
| 長崎                                                           | 西日本文字放送 | 長崎文化放送 |
| 宮崎                                                           | 西日本文字放送 | テレビ宮崎 |
| 沖縄                                                           | 西日本文字放送 | — |

### 海外における実施

#### テレテキスト
文字多重放送の英名（teletext）。一般にはテレビ放送に多重される文字多重放送の事を指す。日本では「文字放送」と同義語として使われるが、ヨーロッパでは「文字多重放送」と同義語として使われる事が多い。
ただ地上デジタル放送が始まってからは、それに対応するデータ放送への移行などから、字幕放送以外の独立番組が相次いで終了した。因みに、かつて海外向け国際放送のNHKワールドで放送されていた「NHK文字ニュース」は、地上アナログ放送の901#（ヘッドライン）と902#で放送されている内容が、BGMを加えた上でそのまま放送されていた（2007年度いっぱいで事実上終了）。
| 国名         | サービス名               | 運用機関                   |
| ------------ | ------------------------ | -------------------------- |
| イギリス     | Ceefax                   | BBC                        |
| イギリス     | Oracle                   | iBA                        |
| フランス     | Antiope                  | CCETT                      |
| アメリカ     | Closed Captioning System | PBS                        |
| アメリカ     | Touchu-Tone              | KSL-TV                     |
| アメリカ     | Info-Text                | Micro-TV                   |
| アメリカ     | CBS                      | KMOX-TV                    |
| アメリカ     | Inteltext                | Microbaud, KCET-TV         |
| アメリカ     | News-Views               | ロイター                   |
| スウェーデン | Extra text               | SR（スウェーデン放送協会） |
| 韓国         | Koins                    | KBS                        |
| 韓国         | Minds                    | MBC                        |
| 南アフリカ   | Teledata                 | SABC                       |

#### クローズドキャプション
字幕放送のこと。狭義には北アメリカで行われている字幕放送を指す。

## FM文字多重放送
「FM文字多重放送」は、FMステレオ放送の信号の音声より上の周波数帯にデジタルデータを重畳して送信する放送である。
NHKによって開発された、FM文字多重放送技術（DARC=Data Radio Channel）、その受信端末であるパパラビジョン、パパラジーコムについても本項で扱う。

### 概要
「見えるラジオ（見えラジ）」という愛称で、エフエム東京（TOKYO FM）が1994年10月1日に開始したのを始めとしてJFN系列のラジオ局が用いて放送していた。わかりやすい愛称で全国的に展開されたため、FM文字多重放送一般を指す言葉として用いられる事があるが、TOKYO FMの登録商標（第4005056号）である。1画面は全角15文字×2行で、ラジオ番組と連動した番組情報、ニュースや交通情報などの独立情報、緊急時の緊急情報を見ることができた。
TOKYO FM・JFN系列では、AIR-G'を除き2014年3月31日を以てサービスを終了し、その後もJR車内向け等に唯一放送を続けていたAIR-G'も2016年9月30日をもってサービスを終了した。これについてTOKYO FMは「近年のインターネット環境の浸透で、携帯電話などで様々な情報を見ることができるようになり、見えるラジオの役割を果たし終えるのが妥当と考える」としている。

### 運用
JFN系列以外のFM放送局においても実施された実績がある。
- NHKは1996年3月に全国8つの基幹局（関東・東海・近畿）で開始したが、ワンセグで情報が得られる様になったこと、地上デジタル音声放送実用化試験放送が始まった（2011年3月31日終了）こと、また、受信料収入減少による経費削減などの理由により2007年3月31日に終了することが決定したため、他の地域では実現しないまま終了を迎えた。
- J-WAVEは「アラジン」という名称を用いていた（2010年9月30日終了）。
- FM802は「Watch-Me」という名称を用いていた（2004年4月30日終了）。
- Kiss-FM KOBEでは、JFN加盟前に「KIWI」という名称で文字多重放送を行っていたことがある。
- その他、コミュニティFMでは、FM-HANAKO（大阪府守口市。2007年4月30日終了）・FM aiai（兵庫県尼崎市。2007年4月30日終了）・FMかしま（茨城県鹿嶋市。2009年9月30日終了）が過去にFM文字多重放送を行っていた。

### 受信機

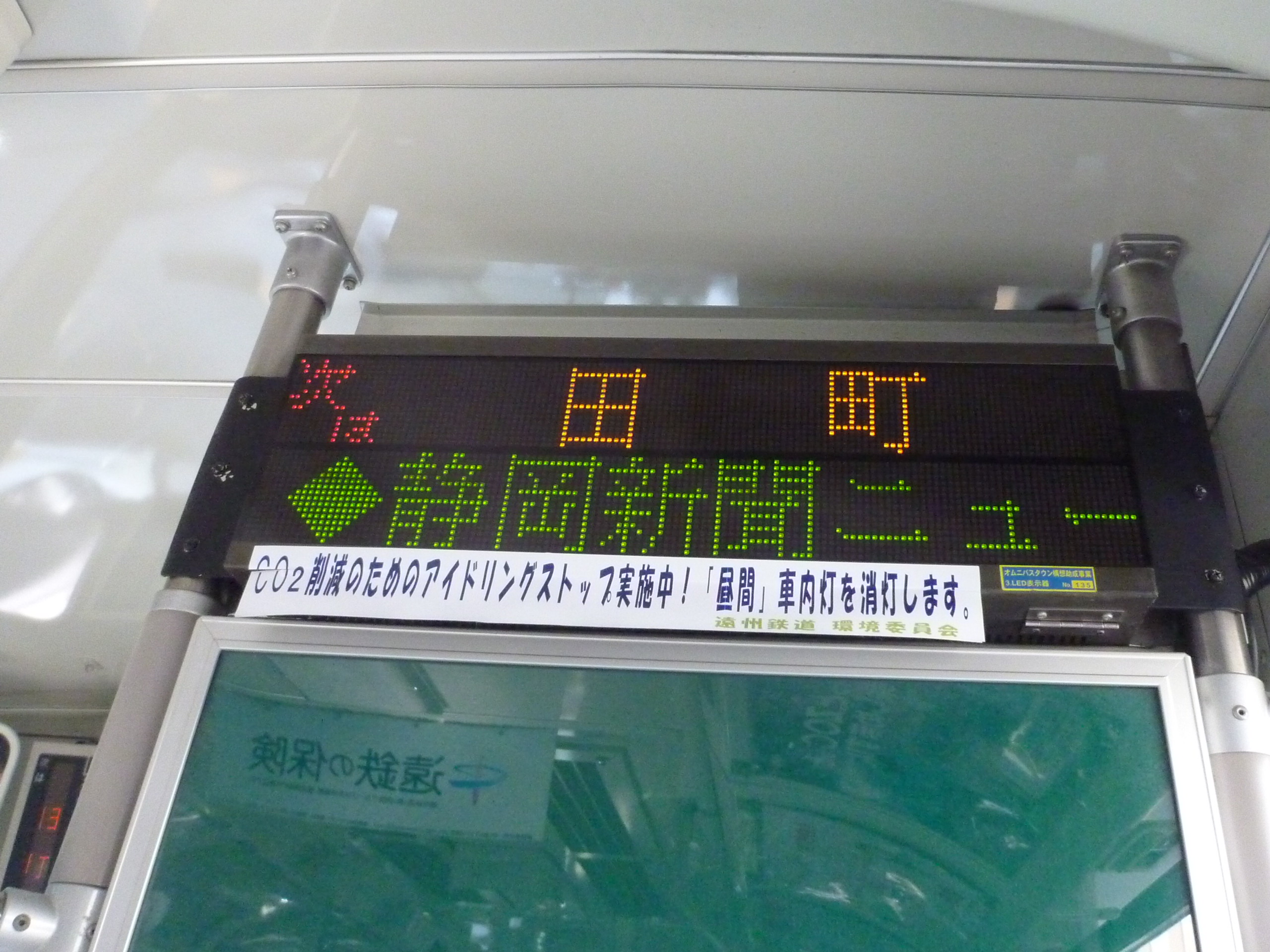
遠鉄一般路線バスに於ける見えるラジオを活用したLED表示器

- 受信端末としては、大型のパパラビジョンと小型のパパラジーコムがあった[41]。「パパラビジョン」は大型電光掲示板であり、避難所のように多くの人を対象とするところに向いている[41]。一方「パパラジーコム」はビデオデッキほどの大きさの小型端末で、家庭やオフィスなど狭い場所に設置できた[41]。
- FM文字多重放送対応のラジオはインターネットオークションや中古販売を除いて2015年現在は入手が困難となっている。受信設備を新規に導入するには、FM文字多重放送を使い渋滞情報などを受信できるVICS対応のカーナビがある（ただし、FMチューナー一つを占有してしまうため、ラジオ放送やFM VICSなどと同時に利用できない場合がある）。
- タクシーの助手席側サンバイザー下部に表示器を設置し、ニュースや天気予報、地元企業の広告を流すものがあった。
- 鉄道車両や高速バス・路線バスの中には「見えるラジオ」を受信して文字ニュースを車内案内表示器で流すものがある（遠州鉄道の1000形以降の全ての鉄道車両、JR北海道の一部特急車両、JR九州の特急列車（787系・883系・885系）、阪急8000系8040形、阪急8300系8315編成、阪急8200系や遠州鉄道の全ての一般路線バス・高速バス・コミュニティバス、京浜急行バスの高速バスなど）。
- 新潟県中越地震で被害を受けた市町村向けに新潟県ではFM文字多重対応ラジオの貸し出しを行っていた[41]。

## 字幕放送
「字幕放送」は日本で実施されている、主に聴覚障害者を対象にテレビ番組の音声を文字情報として提供するサービスである。

### 概要
字幕放送は放送映像とは別に字幕データが放送電波に載せられて送出されるもので、受信機側で表示と非表示を選択可能な「クローズドキャプション」の仕組みとなっている。
日本のアナログテレビジョン放送では、1983年10月3日に実用化試験放送を開始した文字多重放送の1サービスとして提供され、日本のデジタルテレビ放送では受信機の標準機能として提供されている。
字幕放送の放送地域は文字放送の開始当初は関東地方と大阪地域のみに限られていた。その後、NHKについては1986年までに日本全国に放送地域を拡大した。民間放送局では文字放送の開始からしばらくの間、字幕放送が実施されている地域は一部の地域に限られていたが、1997年の放送法の改正を契機に日本全国の民間放送局で字幕放送が実施されるようになった。
テレビCMに関しては技術的な問題などから字幕放送が実施されていなかったが、2010年になってパナソニックが日本で初めて字幕付きCMを試験的に放送し、ライオン、東芝、花王などが2011年から2012年にかけてそれに相次いだ。2015年から総務省はCMへの字幕導入に向けて放送局への資金助成を行い、2020年10月から関東地方の民間放送局5局の一部の放送枠で字幕付きCMの受け入れを開始、2022年10月には全国の民間放送局で字幕付きCMの放送が可能となった。

### 経緯

#### アナログ放送
1960年代ごろから日本の家庭にテレビが普及し始めていたが、聴覚障害者が情報を得るためにはとても障壁の大きい媒体であった。全日本ろうあ連盟などの日本各地の聴覚障害者団体が番組への字幕の付加を求めた署名運動を行ったり、郵政省や放送局各社に要望を出して、聴覚障害者がテレビから情報を得られるように交渉を重ねていった。その結果、1977年4月から日本初の手話番組『聴力障害者の時間』がNHK教育テレビで放送開始、字幕放送を含む文字放送の法令化についても陳情を行い、郵政大臣からその実現に向けて努力するとの回答を得た。
日本における文字放送の開発は、1973年5月にそれぞれ発表された朝日放送と松下電器による「テレスキャン」システム、NHK総合技術研究所による「NHK Cシステム」が発端とされる。朝日放送・松下電器の「テレスキャン」システムは報道番組の補完を目的として、NHK総合技術研究所の「NHK Cシステム」は静止画放送の一形態として開発されたものである。このうち「NHK Cシステム」についてはニュースなどの情報番組に加えて、当初から聴覚障害者向けの字幕を付加する補完番組も放送形態の一つとして考えられていた。文字放送の実用化に向けた本格的な審議は1977年に始まり、1981年3月に技術基準が固まった。1982年には文字放送の実施に向けた放送法と電波法の改正が行われ、同年の12月1日に施行された。
それを受けて、1983年10月3日からNHKが関東地方と大阪地域で、社会的に要望の強かった聴覚障害者向けのサービスを目的とした文字放送の実用化試験放送を開始した。なお文字放送の試験放送開始当初は、字幕放送は『連続テレビ小説 おしん』のみの実施となっていた。この試験放送に関する聴覚障害者を対象にしたアンケートでは、『おしん』の字幕放送については概ね高評価が寄せられたが、全ての番組への字幕の付加やアダプターの低価格化などを望む声も寄せられた。1984年10月からは月1回から2回程度の間隔で字幕放送を『連続テレビ小説』以外の番組についても実施した。
1985年11月にはNHKと日本テレビが新方式による文字放送の本放送を開始した。また、1985年12月には聴力障害者情報文化センターの一機関として字幕制作を目的とする「字幕制作共同機構」が立ち上げられ、NHKと民間放送局の字幕放送の制作を担うこととなった。1986年には、NHK総合で実施されている文字放送の放送地域が日本全国に拡大され、関東と大阪の民間放送局でも文字放送が順次開始された。
なお、文字放送の開始当初は文字放送を毎日放送することが義務づけられていたため、番組の補完を目的とする字幕放送のみの実施は事実上不可能な状況となっていた。北日本放送などが福祉的観点から字幕放送のみの放送を認めるよう郵政省に要望を出し、1990年12月に省令の改正が行われて文字放送の毎日の放送を行う義務が「努力義務」へと変更された。北日本放送ではそれを受けて字幕放送を目的とした文字放送の免許申請を行い、1991年2月26日から字幕放送を実施している。
しかし、文字放送が本放送を開始してから10年以上が経過しても、日本の字幕放送の普及は一向に進まず、諸外国の字幕放送実施率と比べて極めて低い水準が続いていた。NHK総合テレビについては1997年の時点でテレビドラマに関しては全番組で字幕放送を実施、字幕放送を実施している時間は全放送時間のうち10パーセント程度となっていた。民間放送局に関しては1997年春の時点で、関東と関西の広域局と愛知県・福岡県・静岡県・富山県の4局が実施しているのみで、それ以外の1道28県の民間放送局では字幕放送は一切実施されていない状況となっていた。またその放送時間についても、関東地区の民間放送局においても全放送時間の1パーセント程度に留まっていた。
字幕放送の普及が遅れている放送局側の当時の理由としては、字幕を制作する期間と費用の問題や、字幕放送の実施に文字放送の免許を別途取得する必要があるという問題が挙げられていた。具体的には、台詞の要約の難しさから1時間番組の字幕を制作するために4日程度かかり、制作費についても1年間で1番組あたり1千万円から2千万円かかるという状況となっていた。また、字幕放送を受信するために必要な文字放送受信機についても、文字放送自体の普及の遅れから低価格化が一向に進まず、聴覚障害者にとって金銭的に負担が大きい状況が続いていた。
厚生省は1994年度から文字放送受信機を身体障害者への支給対象に加えた。障害等級を問わず、補聴器を付けても音が聴こえにくい人を対象とし、文字放送受信機内蔵テレビについてもデコーダ相当額を支給の対象とした。
また、郵政省は1996年から字幕放送および、同様に実施率の低かった解説放送の実施を地上波テレビ局全局に義務づけ、その放送時間に最低基準を設ける検討を始めた。また、民間放送局に対する字幕放送製作への助成金についても1997年度から増額する方針が決められた。1997年に字幕放送と解説放送の制度改革を含む放送法の改正が行われ、5月21日に施行された。この改正では、多重放送の免許なしに字幕放送と解説放送を行えるように免許制度を変更したほか、放送事業者は、字幕放送と解説放送をできる限り多く放送することを求める努力義務が盛り込まれた。また、1997年11月には郵政省が2007年を目標に原則として全放送番組で字幕放送を実施する方針を示した。ただし、この方針では7時から24時までの番組を対象とし、技術的に困難という理由からニュースやスポーツ中継などの生放送番組についてはその対象から除外されていた。
その結果、NHKでは総合テレビのみの実施だった字幕放送を1997年10月5日からはNHK衛星第2テレビ、1999年1月4日からNHK教育テレビでも実施するようになった。民間放送局でも1997年7月末の時点で14社だった字幕放送実施局が1998年7月末には113社に増加し、放送エリアも日本全国へと広がった。
2000年4月には、NHKが『NHKニュース7』内で従来字幕の付加が困難とされていた生放送番組としては初めての字幕放送を開始した。

### 備考
- アナログ放送では字幕放送に対応するために文字放送の表示に対応する必要があったため対応するテレビは少なかったが、デジタル放送では受信機の構成要件のうち必須として扱われていたためデータ放送とともに対応する受信機が広く普及する結果となった。
- 民放地方局（主に東名阪以外の民放各局）では、キー局制作の字幕放送付加番組を時差ネットで放送する場合、設備やシステムの都合などにより、字幕放送に対応できない事もある[注釈 11]。
- 日本放送協会（NHK）については、一部地域で独自番組を放送するために時差放送となるものも含め、すべての字幕放送付加番組に対応している[注釈 12]。
- 元々「字幕放送」は聴覚障害者のテレビ視聴を支援するためのクローズドキャプション（CC）として行われているため、原則として出演者が発する音声から直接文字を起こしている。ワンセグの開始以降は、聴覚に異常がなくても、周囲の音が大きく音声が聞き取りにくい場所や、公共の場所（公共交通機関車内など）などの音を大きく出せない場所でのテレビ視聴の際にも、ヘッドホン・イヤホン利用の他、字幕放送が行われていれば一つの選択肢として有効になっている。また、用語の漢字表記等（特に番組独自用語）を知りたい時にも有効な手段といえる。2か国語放送を実施されている時に限られるが、洋画や海外ドラマがテレビ放送される際、オリジナル言語音声の副音声（主音声は日本語吹き替え）と併用することによって、実質的な字幕スーパー版[注釈 13]として視聴することも多くみられる。
- 日本国内のテレビではNHK・民放各局・放送大学（地上波・BSとも）で、主に日本語のものを実施している。
- 2012年の時点で、NHK総合・NHK Eテレ・在京キー局5系列のほとんどのゴールデンタイムの番組、朝昼夕夜のニュース番組（一部地域の地域情報番組も含む）と一部の深夜番組にも導入している。
- ワンセグ放送でも字幕放送は実施されているが、ワンセグ端末の字幕表示は規格上オプション機能であるため、字幕非対応の端末もある。auやソフトバンク・NTTドコモ（P901iTVを除く）、PHSはウィルコムの機種やニンテンドーDS用チューナー、ワンセグ付きポータブルDVDプレーヤー等、おおむねの端末は字幕表示に対応している。
- 録画機器においては、アナログ放送時代のVHS/ベータマックスにおいては、直接的には文字放送の字幕信号を録画することができないため、文字放送内蔵テレビ・またはチューナーの外部出力端子から、VHSの外部入力端子に接続するか、S-VHSでは字幕放送の信号も録画できるようになっていたが[要出典]、デジタル放送以後のHDD・DVD・BD等においては直接字幕放送の信号も記録できるようになっておりテレビを受信している時同様に字幕のオン・オフの切り替えができる。一部の機種ではDRモード以外のモードでは「字幕焼きこみ」をオンにすることで（字幕をオフにすることはできない）字幕が記録できるようになっている。

#### 運用開始とその拡大
- NHKはBS2とBShiで本放送開始の2000年12月1日から本放送終了の2011年3月31日まで、総合テレビとEテレで本放送開始の2003年12月1日から、BS1とBSプレミアム（BS2とBShiの実質的な統合）で2011年4月1日から実施している。
- 日本の民放BSデジタル局（スカパー!（旧：スカパー!e2）に属するチャンネル以外）では、BS-i（現：BS-TBS）とBSジャパン（現：BSテレ東）が開局の2000年12月1日から開始し、BS日テレ・BS朝日・BSフジも翌2001年までに開始。更に2012年に入ってからはTwellV・Dlife（同年3月17日の開局と同時）・J SPORTS（有料テレビ局）[84]で開始。2015年12月1日からはWOWOWでも開始[85]。2018年10月1日からはこれまで無料放送局で唯一実施していなかったBS11でも開始。2022年3月にはBSよしもと、BSJapanext、BS松竹東急でも開局と同時に開始された。
  - BSデジタル放送（旧：スカパー!e2に属するチャンネル以外）では、NHK BSプレミアム・BS朝日[注釈 14]・BS-TBS・BSテレ東[注釈 15]・BSフジ・放送大学・Dlife・BS松竹東急で字幕放送付加番組が比較的多い。ただNHK BS1・BS日テレ[注釈 16]・BS11[注釈 17]・TwellV・BSJapanext[注釈 18]・BSよしもとでは現在の所、字幕放送付加番組は概ね1番組から3番組程度とごく少数に留まっている[注釈 19]。
- 日本のCS放送では、スカパー!プレミアムサービス（旧：スカパー!HD/SD）およびスカパー!（旧：スカパー!e2）（BSに属するチャンネルも含む）において、一部のチャンネル（テレ朝チャンネル1・2、アニマックス、囲碁・将棋チャンネル、衛星劇場、エムオン!、MTV、GAORA、キッズステーション、J SPORTS、時代劇専門チャンネル、スーパー!ドラマTV、スカイA、釣りビジョン、ディズニー・チャンネル、ディズニージュニア、TBSチャンネル1・2[注釈 20]、東映チャンネル、日本映画専門チャンネル、ファミリー劇場、フジテレビワンツーネクスト、AT-X[注釈 21]）で日本語のクローズドキャプションによる字幕放送を行っている。スカパー!SDでは一部チャンネル（スター・チャンネル）で英文によるクローズドキャプションを行っている。なお、ケーブルテレビでの配信を利用したものである場合は、セットトップボックスの機械の性質上、字幕・クローズドキャプションを提供していない所が多い。
- 独立局でも、2000年代末よりの地上デジタル放送対応の放送設備更新により、文字多重放送に対応する局が多くなった。
- 2011年3月3日（木曜日）には、日本テレビが「耳の日・地デジ推進」キャンペーンとして、その日のほぼ全部の番組を字幕放送対応とした。この日は普段字幕放送を行っていない『ズームイン!!SUPER』・『スッキリ!!』（2018年7月より一部の曜日で連日実施、2020年1月より全曜日で実施）・『PON!』・『DON!』・『情報ライブ ミヤネ屋』（『ミヤネ屋』は2014年10月より連日実施）・『NEWS ZERO』（2012年4月より連日実施）の各番組において、リアルタイム字幕放送を実施した[86]。
- 2010年4月1日から、NHKオンデマンドにおける一部の番組で、パソコン向け字幕サービスの試行が開始された。これは、NHKの放送で使用されている字幕素材を、他の形式に自動変換する技術の実現に伴うもの[87]。NHKオンラインの学校放送の番組配信「NHK for School」「NHK高校講座」でも字幕サービスを実施（開始時期不明）。2020年3月1日開始のNHKプラスでも当初から実施、同年4月8日からはTVerでも一部番組で実施している。
- 2016年7月1日から2018年8月27日まで、スカパー!プロモ100の「スカパー!はじめるガイド」（原則毎時00分から10分か、30分から40分）でも、字幕放送を実施した。ただし、本編中の画面に「字幕」または「字幕放送」の表示はされない（EPGでは表示あり）。それ以外のBS・CSチャンネルの一部でも、同様の対応となっている。
- 放送大学では、従来から字幕放送を実施していたが、2018年10月1日から、字幕放送実施番組では、画面右下部に長方形枠内に「字 幕」の文字が入ったアイコンが表示されるようになった。
- 字幕放送の付いている民放の番組でも、ほとんどのCMで字幕は表示されていない。しかし、2010年以降、主に一社提供番組において、本編が字幕放送対応の場合は、字幕放送対応CMを放映している場合もある。その場合にはCM冒頭に「字幕」と左上あるいは右上に表示される[注釈 22]。2010年3月22日、パナソニックは日本初のコマーシャル内での字幕放送「テレビCM字幕放送」を一社提供番組『パナソニック ドラマシアター』で行った[88][89]。その後、2010年11月8 - 12日及び2013年4月よりライオンが『ライオンのごきげんよう』にてCM字幕放送を行っている[90][91][92][注釈 23]。このほかテレビCM字幕放送を実施している番組としては『おしゃれイズム』（日本テレビ系列、資生堂の一社提供番組）、『A-Studio→A-Studio+』（TBS系列、花王の一社提供番組。『ハミング』のCM除く）[93]、『世界遺産』（TBS系列、キヤノンの一社提供番組[注釈 24]）、『日曜劇場』（TBS系列、スポンサーに連なった東芝のみ）、『未来の起源』（TBS系列、JSRの一社提供番組、BS-TBSでも実施）[94]、『奇跡の地球物語〜近未来創造サイエンス』（テレビ朝日系列、キヤノンの一社提供番組・番組終了）、『〜世界にひとつ〜ミラクルレシピ!』[95]→『ごはんジャパン』（テレビ朝日系列、味の素の一社提供番組（『グリナ』等一部CMを除く））、『サザエさん』（フジテレビ系列、スポンサーに連なった東芝[注釈 25]（2018年3月スポンサー降板）と日清食品のみ）、『羽鳥慎一モーニングショー』（テレビ朝日系列、9時台のスポンサー[注釈 26]・2020年10月〜）などがある。また、2015年4月5日にTBS系列で放送された改編期特番『テレビ史を揺るがせた100の重大ニュース 今夜一挙公開』では、本編中のCMで字幕放送を行った。
  - 2014年6月24日、字幕つきCMの普及を目指している総務省の検討会は、取り組みの目標や時期を盛り込み、行程表の案をまとめた。それによると、同年秋をめどにテレビ局や広告主の企業、広告会社の3つの業界団体で「普及推進協議会（仮称）」をつくり、情報を共有したり課題を話し合い、またすでに始めている試験放送も広めていくとしている。現状は主に一社提供の番組で行っているものを、複数提供番組でも字幕つきCMの試験放送を始めるよう提言。またテレビ局には、設備改修の際には字幕つきCMにも対応できるよう求めた[96]。
  - 2021年8月の時点で主に東名阪のテレビ局が制作している番組において字幕付きCMの放送を行っているが、対応設備の整備が進んだことを受けて、同年10月からは字幕付きCMの放送が可能な対象番組を全国の各テレビ局（BSデジタル民放5局を含む）が制作している番組に拡大することを同年8月に発表した[97]。その後、2022年10月からネットワークセールス枠・ローカルセールス枠・スポット枠の全放送枠において、字幕付きCMの導入を開始することを同年8月に発表した[98]。また、字幕付きCM普及推進協議会のスポットCMでも、一部放送局では、字幕放送を行っている。

### 実態
- 民放では本放送（制作局）が字幕放送対応番組であっても、地方局や系列BS局での遅れ放送や再放送では字幕放送は実施されない場合もある。字幕データは映像と別に管理されていることと、字幕製作会社との契約上、遅れ放送・再放送時も字幕の使用料を支払わなければいけないため。逆に、地上波放送や初回放送当時に字幕放送が無かった番組でも、CSやNHKなどでの再放送で、字幕放送を行う番組[注釈 27]がある。
- NHKが音声を直接文字情報に変換する技術を開発し[99]、2000年3月27日にニュース番組にリアルタイム字幕を付加し始めたのを皮切りに、民放局においてもニュース番組へのリアルタイム字幕が一部で加えられている。
- 地上デジタル放送用のテレビ受像機では、字幕放送表示機能を標準装備しており[100]、アナログ放送のそれのように専用のチューナーを必要としない。
- 総務省による「視聴覚障害者向け放送普及行政の指針」[101]では、NHK、地上波民放・衛星放送[注釈 28]による放送は2017年度までに、7時から24時まで放送される字幕付加可能な番組[注釈 29]全てに、NHKはこれに加え定時ニュース全てと、災害などの緊急時にはできる限り全てに字幕付加することと定められている。
- 2024年現在、7時から24時（午前0時）台までの番組は、一部の生放送番組を除き字幕に対応しているが、25時（午前1時）台から翌朝までの時間帯は、数番組にとどまっている（地上波・関東での場合）[注釈 30]。
- 制作経費の限られる地方局（非キー局）においては、自社制作番組で字幕放送を行う例は少ない。

### 着色・表現
- 多くの番組は字幕のバックは灰色（番組や場面によっては黒）で画面に透かす形で文字情報を入れているが、NHKの一部番組（特にドラマやバラエティー等）やテレビ東京の一部番組、リアルタイム字幕放送ではバックを黒色（画面透かしなし）にするものも増えてきている。NHKの[いつ?]フィギュアスケート中継や水泳選手権中継ではリアルタイム字幕放送でバックを青（画面透かしなし）にしてより明るく見やすいようにしている[102][信頼性要検証]。なおワンセグ端末では、映像への字幕の乗畳は端末依存となっているため、表示方法は端末によって異なる。
- 一部の放送局を除き、字幕の文頭には括弧書きで発言者の名前が付与される。基本的に発言者名は初回のみ表示され、以降は画面に発言者が映っている場合に限り省略するパターンが多い（後述の色分けされた発言者を除く）。
- 出演者や登場人物等のセリフには色が付く場合がある（リアルタイム字幕放送及び同様の形式等を除く。ただし、NHKの番組全般及び民放のスポーツ中継等では実施されている）。一例として、司会者や進行役（アシスタント役）等や主人公等のセリフの色は黄色である事が多い。また主人公等に準ずる人物等やその他等の司会者や進行役（アシスタント役）等のセリフの色は、水色や緑色等が使われる事が多い[注釈 31]。また赤色（桃色）等のものもあるが、使用されるのはごく一部の番組で滅多に使用されない（使用例として、日本テレビでの専用マーク、北海道テレビ放送『おにぎりあたためますか』等での女性出演者等やフジテレビ系『爆笑レッドカーペット』で超新塾等のバンド･グループ等のネタやパフォーマンス等の披露時がある）。
- 爆発音などの効果音は多くの局では「（爆発音）」などの形で表現されるが、毎日放送制作[注釈 32]等、在阪局（準キー局）制作番組や日本テレビ『それいけ!アンパンマン』、NHK Eテレの一部教育番組では「ドカーン!」など、漫画のような擬音表現が字幕として使われることがある。セリフがない場合のBGMは連桁付き音符「♬〜」で表す場合が多いが、日テレ製作番組などで出演者が直接歌うシーンは、単なる8分音符「♪〜」が主に使われている。また、携帯電話・固定電話（電話が鳴るシーンにおいてはマークが点滅で表示する場合もある）・VTR・テレビ・無線・マイク・ラジオなどから出る音声を表示する字幕は専用マークが使われ[注釈 33]、基本的には製作放送局が専用で使われているので、当然のように放送局毎に異なっている。さらにナレーションの台詞の字幕には〈〉で囲んであったり、人物の心の声や回想シーンの中での声は《》で囲むことがある。またTBS制作の番組の場合、人が騒がしい時は「（人が騒いでいる）」や風が強い場合は「（風が強く吹いている）」など、効果音を詳細に解説する役割もある。
- ただし、地上波で放送した番組を他のBS・CS局（BSよしもとやアニマックス等）で放送する際には、チャンネルによっては地上波とは別の字幕素材を使用しており、字幕の表現も変更されている場合がある。また、CSチャンネルによっては効果音の表示がない場合もある。
- 前述の通り、字幕の文字には台詞の主によって黄色・水色・緑色等の色分けが施される場合が殆どだが、必ずしも全ての番組でそれが適用されているとは限らず、色分け自体が行われない番組も存在する。基本的に黄・青・緑等はその番組のレギュラー出演者（登場人物）に使われるが、一部の番組ではその回のゲスト出演者に字幕の着色をなされたりする（日本テレビ系『アナザースカイII』など）。一つの番組において色が付けられるレギュラー出演者は基本的に固定されているが『探偵!ナイトスクープ』（一部のネット局では字幕無しで放送）など、レギュラー出演者の中でコーナー進行役が入れ替わる番組には進行担当に応じて台詞に色を付けるといったものも存在する。この他、ナレーションに色が付けられる番組もある（フジテレビ系『ちびまる子ちゃん』）。特殊な例では『トリビアの泉』など、特定の効果音に対して色が付けられる番組もある。
- NHK Eテレ「Eテレキッズ」内の各番組や日本テレビ系『それいけ!アンパンマン』など幼児を主な対象とした番組では、字幕に漢字が用いられず平仮名・片仮名を中心に表現される。ただし「Eテレキッズ」の一部番組では、人物名・コーナー名などの固有名詞や歌詞に漢字が使われる場合、例外的にそれに則した漢字表記をルビ付きで行う場合がある。Eテレ『わしも』、『おじゃる丸』、『忍たま乱太郎』、『かいけつゾロリ』（いずれも一部[注釈 34]漢字にはルビ付きの場合あり）、ディズニージュニア放送番組では、小学校低学年で学習する漢字に使用を留めている。
- 主にドラマやアニメなどにおいて、発言者名の表示や色分け自体が作品の核心に抵触したネタバレにつながる可能性のある場合は、本編で内容が判明するまでは色分けを行わないか発言者名を人物・キャラクター名を用いない不特定の名称[注釈 35]に差し替える配慮がなされる場合が多い。
- 番組のナレーションは各局によって表現が異なる。括弧で囲む種類は日本テレビやテレビ東京などは「＜＞（全角）」、TBSテレビや朝日放送テレビなどは「<>（半角）」、フジテレビでは「［］」と表現する。テレビ朝日やNHKなどの局では、番組によって括弧で囲んだり、色つきで表現される事がある。MBSやカンテレでは「（ナレーション）」の表示がされる事がある。
- 字幕の文字には、縁取り文字と、そうでない文字がある。かならず縁取り文字を使う局（フジテレビ、テレビ朝日[注釈 36]、TBSテレビ[注釈 37]など）もあれば、縁取り文字を使わない局（日本テレビなど）、またはリアルタイム字幕放送でのみ縁取り文字を使う局（NHK[注釈 38]やテレビ東京など）もある。
- 局によっては、縮小版での提供クレジットが表示中のときには字幕が表示されないため、その間の台詞がわからないことがある[注釈 39]。
- 字幕の表示位置は画面下部中央が基本だが、人物・キャラクターの顔（特に発言者）やメインの被写体（バラエティーなどの番組ではテロップも）が字幕スペースと極力被らないよう状況に応じて位置が変動する。テロップの場合は表示される前の字幕とテロップでの出演者の会話が一緒に表示され、その場合、末尾は「…」となるが、テレビ朝日系列・TBS系列・テレビ東京系列では末尾に下部または上部へ屈折する矢印マークが表示され、テロップの位置に合わせて表示することも可能。また、MBSやカンテレでは表示されるテロップの話者を示す目的で話者名が括弧書きで字幕表示されるときがある。
- 字幕の文字が長方形で囲われることもある。NHKが多用している（「心の声」、「回想」など）。民放ではめったに見られないが、ごくまれに日本テレビで効果音の表現や状況の解説等に使われることがある。
- 字幕の文字数は基本的に1行15.5文字であるが、NHKの番組では2018年10月以降制作の番組において1行18.5〜19.0文字に拡大した。テレビ朝日では2023年9月から一部の番組に導入し始め2024年4月からはすべての番組に拡大、2025年4月からTBSとCBCのすべての番組で1行21.0文字に拡大した。
- 字幕を表示する行数は、キー局では2行が基本となっている（日本テレビでは3行にまたがることもある）。
- テレビ朝日やTBSの長時間にわたる番組では、前半は通常の字幕放送を行い、後半CM明け後リアルタイム字幕放送（またはその逆）を行うケースもある。
- 字幕に半角文字が使われることもある。事情は文字種や局によって異なる。
  - 数字 - 2桁以上の場合に半角が用いられることが多いが、日本テレビなど、普段は全角文字を使い、スペースに応じて半角を使う局もある。TBSテレビでは、桁数に関係なく常時半角を使う。
  - カタカナ - スペースに応じて半角を使う局が多いが、カタカナ単語の文字数によって半角を使う局もある。例えばNHKの番組では、2017年度制作分までは一部子供向け番組やリアルタイム字幕放送時以外を除き3文字以上のカタカナ単語は半角になっていた。2018年度制作分からは3文字以上のカタカナ単語も全角で表現するようになり、半角カタカナは基本的に字数を詰める場合のみの使用となった。テレビ大阪以外のTXN系列局では、リアルタイム字幕放送時を除き1～2文字以上のカタカナ単語は半角になる。
  - 英字 - スペースに応じて半角を使う局が多いが、TBSテレビでは、文字数に関係なく常時半角を使う。
- 字幕の句点（。）については使用する局と省略する局がある。ただし語り・歌詞など、句点と閉じ括弧が連続する場合はどの局も基本的に句点を省略する。読点（、）はリアルタイム字幕放送実施時以外は原則省略とし、台詞・ナレーションが複数ページにまたがる場合は「➡」「→」（右矢印マーク）[注釈 40]を付与する場合がある。

| - 使用する局 - NHK - 日本テレビ - 読売テレビ - 中京テレビ - 福岡放送 - 青森放送 - テレビ朝日 - 青森朝日放送 - 北海道放送 - 青森テレビ - 毎日放送（MBS） - テレビ東京 - テレビ北海道 - テレビ愛知 - テレビせとうち - TVQ九州放送 - フジテレビ - 東海テレビ - 関西テレビ - テレビ西日本 - テレビ埼玉 | - 省略する局 - 朝日放送テレビ（ABCテレビ） - メ〜テレ - TBS - CBCテレビ - テレビ大阪 - 北海道文化放送 |

### 現在使用中の「字幕放送」テロップ
- 民放各局の「字幕放送」テロップは一部の番組を除いて提供クレジット用のものを使って表示されている。
- 番組によっては最初の冒頭だけでなく本編の途中（例：2時間以上の番組の場合、毎正時ごとに）にも再度表示される事もある（主にフジテレビが多い）[103]。
- 「字幕放送」テロップは地上波（一部の局・番組を除く）・無料BS（BSフジ、BS松竹東急、BSよしもとを除く）・NHKで表示を行っており、有料BS・CSでは表示を行っていない（一部チャンネルを除きEPGには表示）。
- TBS系列、フジテレビ系列、テレビ朝日系列のアナログ放送では2008年7月24日から2009年1月11日までは「アナログ」のテロップと同時に字幕放送マークを表示していた。
  - 以前は日本テレビとテレビ朝日（一部の番組のみ）は「字幕放送」テロップの上に、TBSとフジテレビは字幕放送マークの下にそれぞれハイビジョン制作のマークも一部番組を除き一緒に表示されていた。
- 番組内のCMで放送する「字幕付きCM（字幕放送を行うCM）」では下記のものではく、基本的に（テレビ東京のデザインに似た）四角枠に「字幕」の文字が入るものが表示される（「字幕放送」テロップの表示を行っていないBSフジなどでも表示）[注釈 52]。

#### NHK
- 2003年4月7日〜。アナログ・デジタルテレビ放送全波共通で「字幕放送」（画面右上に表示）[注釈 53]。地上デジタル放送・BSデジタル放送とも16:9画面の右端の位置で表示。地上デジタル放送では開始当初4:3画面の収まる範囲内で表示されていたため少し中央寄りであったが、2011年11月28日付の放送から16:9画面の右端に表示位置を変更した[注釈 54]。なお、一部地域では時差放送含むローカル放送のみ4:3SD位置のままで表示されていたところがあったが、それらの地域でも段階的に16:9画面の右端に表示位置を変更した。それ以前は地上・BSアナログ放送は「文字放送<上段>・字幕<下段>」、BSデジタル放送は「●字幕●」（左右端は半月の形をした記号）と画面右下に表示していた。連続テレビ小説など連日放送するドラマ番組は当初は月曜放送分のみ表示していたが、現在は放送回毎に表示している（副音声解説放送も同様）。

#### 日本テレビ
- 2004年2月29日〜。「字幕放送」（ネット送出〈2004年8月頃〜〉・ローカル送出共に）（黒文字表示に白い縁取り。なお、よく見るとそれぞれの文字の1画に色が付いている。「字」には赤色（■）、「幕」には黄色（■）、「放」には緑色（■）、「送」には青色（■）〈ハイビジョン制作のマークでも同じ黒文字表示に白い縁取りである〉、かつてはこれと同じ書体で「文字放送〈上段〉・字幕〈下段〉」だったが各系列局でそれぞれ異なっていた）。読売テレビと中京テレビも同様のデザインである（ytv送出分は日本テレビより字体がややスリム）。表示位置は通常画面左下だが、番組によっては左上や右上に表示する事もある（アナログ･デジタルで表示位置が異なる）。NNN夜のニュースでは若干小さめである。データ放送も付随する番組では「字幕放送」の下に「dデータ放送」も同時に表示される（日本テレビ送出分・ytv送出分とも）。なお、生放送番組（NNNストレイトニュースなどごく一部の番組を除く・2019年4月頃までは収録番組でのリアルタイム字幕放送の場合も同様）ではマスター送出でなく副調整室（スタジオサブ）から番組テロップの一部として表示される。さらに、2015年9月1日から副音声による解説放送も実施する番組では、上記に記載のフォントから「（白い縁取りに完全黒文字で）字幕・解説放送[副音声]」に変更された。BS日テレは白文字である。
- かつて中京テレビなどの一部の局ではテープの絵のリール部分に"字 幕"の文字を入れていたものを表示していた。
- 札幌テレビでは自社製作番組と全国ネット番組の再放送番組[注釈 55]のみ、「字・字幕放送」（紫色の背景色つき）として表示している。ただし、『ハイ!STVです』のみ番組編集時に字幕放送のテロップがあらかじめ挿入されている。
- 広島テレビでは、フジテレビに準じた長方形枠にゴシック体の「字幕放送」テロップを、自社制作のローカル番組・全国ネット番組や自社送り出しの再放送番組で使用している。
- 山口放送では、ゴシック体の「字幕放送」テロップ（広島テレビに準じるが長方形枠なし）を、自社制作のローカル番組・全国ネット番組や自社送り出しの再放送番組で使用している。

#### TBS
- 1994年10月3日〜。四角枠に「字幕」（ネット送出・ローカル送出共に画面右上に表示）。2005年2月7日より若干表示フォントが変更された（サイズが小さめになった）。2008年7月下旬より地上デジタルでは表示位置が若干右寄りに変更（SDサイズの右上→HDサイズの右上、灰色の縦帯（サイドパネル）に跨るようになった。放送局ロゴのチャンネルロゴ表示とは重ならない位置で表示）。BS-TBS・BS日テレ（現在は使用していない）・秋田放送（日本テレビ系列、TBS系列・民教協他に使用）も同様のデザインである。
- かつては「この番組は文字放送で字幕が見られます」の後、■の中に「字」<上段>・文字放送<下段>と表記されていた。
- MBS送出の番組では枠の角が丸い（副音声による解説放送も実施する番組は除く）。CBC送出の番組では四角枠の中が灰色（半透明）であったが、2013年10月よりMBS送出に近いタイプに変更されている。
- MBSではかつては画面下に「この番組は文字放送でご覧になれます」（2000年以前）→▽の中に「文字<上段>・字幕<下段>」（2001年頃）と表記される事もあった。
- データ放送が実施される場合でも、TBSは長らくテロップを出さなかったが、2014年4月からは、「字幕」の下に「d/データ」とカラーで表示されるようになった。一方、MBS・CBCでは、過去に「字幕」のテロップに続いて、「字幕」と同じデザインで「データ放送」のテロップが出ていた。その際MBSはフェードで切り替え、CBCはクロスカットで切り替えた。MBSは2014年から、「データ放送」の表記をTBSに倣い「d/データ」のデザインに切り替えた（表示方法は従来通り）。
- 解説放送では、2016年4月より、「字幕」の真下に「解説放送」と表示されるようになり、「字幕」マークはやや小さめに表示されたのとフォントもゴシック体に近い文字で表示されるようになる（TBS送出・MBS送出・CBC送出番組全てで同様のデザイン）。
- RCC送出の番組では自社制作の全国ネットおよびブロックネット・ローカル、他局制作の遅れネットおよび両者の再放送を問わず「字幕」マークの表示を行っていなかったが（TBS経由で送り出すリアルタイム字幕放送のプロ野球全国ネット中継を除く）、2018年以降はTBSに準じたデザインでサイズが少し小さい「字幕」表示を行う番組がある。

#### フジテレビ
- 1997年3月10日〜。長方形枠に「字幕放送」（ネット送出・ローカル送出共に、表示位置はほとんどが画面右上だが番組によっては右下か左上に表示する事もある。番組によってはハイビジョン制作やdデータ放送のテロップと同時に表示する事がある。デジタル放送ではサイズが若干大きくなっており、当初は映画のスクリーンを模した物だった。2008年12月1日以降はアナログ放送では4:3ノーマルサイズと16:9レターボックスサイズで表示位置が異なる。デジタル放送は映像サイズに関係なく常に16:9での表示となっている）。基本的に白文字であるが『Mr.サンデー』では黒文字で表示される。
- かつては、■の中に「字」に「この番組は文字多重でお送りしています」（1990年頃まで）と、後に「字」に文字放送と表記されていた。東海テレビ・テレビ西日本もほぼ同様。かつては、関西テレビもアナログ放送のみフジテレビと同様のデザイン（デジタルはアナログ放送とは異なる書体）だったが、2009年7月14日のアナログ・デジタル統合マスターに更新された後はアナログ・デジタルともサイズが小さめとなっている。データ放送が実施される場合は「データ放送」の下に「字幕放送」のテロップが出る。ただし、その場合は「字幕放送」のテロップに囲いはつかない。秋田テレビでは、同時ネット以外の番組を放送する場合、独自の表示スタイルを表示する場合がある。北海道文化放送（自社送出の遅れネット・再放送のみ）[注釈 56]、BSフジは字幕放送マークの表示がない。
- 副音声解説放送も実施する場合、長方形枠に「字幕／解説放送」を画面表示している（一部番組では長方形枠で「字幕放送」「dデータ放送」と表示した後に同じく長方形枠で「解説放送」と表示することがある（『木曜劇場』など）。
- また、民教協の番組（フジテレビ系では福島テレビ・沖縄テレビ制作分）はテレビ朝日仕様で「ひよこ」の絵が入らないものを全国の民教協に加盟している局で使用している（テレビ朝日経由での納品時に既に表示〈VTR編集時に予め挿入〉されているため。ただし民教協スペシャルを制作局が自社ローカルで再放送する場合はこの限りでない）。

#### テレビ朝日
- 2004年2月9日〜。ひよこの絵入り[注釈 57]で「字幕」のみのもの（ネット送出・ローカル送出共に）。通常は画面右上に表示されるが、系列局もしくは番組によっては左上や右下や右上に表示する場合がある。ただし、全国放送の字幕放送番組でも番組によっては各局ローカル別で表示するか表示されない事がある（表示されていない場合でもEPGや新聞などのテレビ欄に字幕放送の示すマークが付いている番組は受信可能）[注釈 58]。
- かつては、四角枠に「文字放送<上段>・字幕<下段>」で、朝日放送テレビ（ABCテレビ）とメ〜テレ制作のネット送出・ローカル送出では2007年10月頃までこのデザインが使われていた[注釈 59]。
- また、これと同じ白文字のみの書体[注釈 60]として「アナログ」（アナログ放送のみ）、「dデータ放送」、「解説放送」のマークも表示され、アナログ放送では「アナログ」の下段に「字幕」と表示している。また、地上デジタル放送で「dデータ放送」がある場合はそのマークの右側に表示している。また、アナログ放送、地上デジタル放送共に「解説放送」がある場合は「字幕」の下段に「解説放送」のマークが表示される。2008年7月23日まで表示されていた「ハイビジョン制作」は「字幕」の上段（字幕は下段右寄り）に表示していた[注釈 61]。さらに独自の表示を行っている放送局もあり、北海道テレビではネオバラエティなどが字幕放送を行っている番組にも拘らず全く表示されない（現在は解消されているが、テレビ朝日送出のものが表示されない一部同時ネット番組と時差ネット番組では現在でも自社独自での表示は行なっていない。自社独自での表示は基本的に自社制作の単発番組に限られ、字幕マークはテレビ朝日と同様、ひよこの絵入り付きで白文字のみとなっている。以前は自社製作のスペシャルドラマ放送時などは長方形枠に「字幕放送」と表記していた）場合や、愛媛朝日テレビなどゴシック体で「字幕放送」と表記されているだけの場合もある。
- BS朝日では当初は「この番組は字幕放送を行っています リモコンのボタンで操作してください」という旨の断り書きを表示していたが、現在は四角枠に「字幕」と表示されている。
- 過去には、秋田朝日放送では一部の番組で「<字幕放送>」と表示されていたが、2009年1月18日よりテレ朝と同じもので縁を太くしたものを使用している（ただし、海外ドラマの一部ではTBSと同じものを使用している）。
- 『全国高校野球選手権大会中継』はローカルセールスとなって以降、一部年度では連動データ放送が制作局の朝日放送テレビのみの実施となっている関係上、直前情報での字幕放送や5.1サラウンド放送の表示をネット局側での送出としていることから（中継本編開始時は朝日放送テレビでネット局向けに送出）、直前情報ではテレビ朝日と同デザインを使用する局（放送する年度の広島ホームテレビなど）もある。

#### テレビ東京
- 2007年8月1日〜長方形四角枠に「字幕」[注釈 62]。
- かつては、正方形四角枠に「字幕放送」と表示していた（現在でもテレビ北海道で毎月1回放送している自己批評番組『こんにちはTVhです。』でこのデザインがVTR編集時に挿入されている）。
  - 2008年12月末までは全国放送（テレビ大阪送出の全国ネット番組も含む）・ローカル放送を問わず各局ローカルでの送出[注釈 63]であったが、2009年1月から一部の同時ネット番組で、同年6月からはすべての番組でTXN地上波系列各局および独立U局（びわ湖放送・奈良テレビ・テレビ和歌山・ぎふチャン）向けにも制作局側で出すテロップをそのままネット送出で表示するようになった（時差ネット番組、各局ローカルの自社制作番組はこれまでどおり自社送出であるが、時差ネット番組でもそのまま制作局出しのものが流れることがある）。
  - なお、TXN地上波系列各局、BSテレ東共に、デザインは全く同じである。かつてはテレビ北海道自社送出分のテロップはテレビ東京・BSテレ東送出のものよりかなり横長であったが、現在はテレビ東京・BSテレ東送出と同じ大きさとしながら縁取りがやや太めである。現在は遅れネット番組[注釈 64]や自社製作の単発番組のときしか見られない。テレビ大阪送出分のテロップ[注釈 65]も、かつてはテレビ東京・BSテレ東送出のものより少々横長であったが、現在はサイズが若干大きめである。
- BSテレ東では以前はサイズは若干大きめであったが、2007年8月のデザイン変更後はテレビ東京地上波と同じ大きさとなっている。2020年秋頃より2022年3月までは一時的に表示がなかった。
- 表示位置は番組によりアナログ・デジタル放送で異なり（画面左上・左下・右上・右下のいずれか）、以前はアナログ・デジタルとも常に4:3画面の範囲内で表示していたが、デジタル完全移行後の2012年4月9日からは16:9画面の端の位置に変更された（テレビ東京出しの場合）。すでに、テレビ愛知・テレビ北海道・TVQ九州放送では、アナログ放送がレターボックス形式になった2010年7月5日から、テレビ大阪では2012年3月5日から、BSテレ東（旧：BSジャパン）では現本社移転後の2016年11月7日から16:9画面の端に位置を変更している。なお、テレビせとうちではデジタル完全移行後も4:3画面の範囲内だが、今後、16:9画面の端に変更する可能性がある。
- リアルタイム字幕放送を行う平日夕方のニュース番組枠『ゆうがたサテライト』については、主調整室（マスター）送出でなく、副調整室（スタジオサブ）から番組テロップの一部としてテレビ東京と同じデザインのものがキャスター名のテロップと共に表示される。そのため、同時ネット局も東京送出のスタジオサブのものがそのまま流れる（2010年7月5日放送分以降は、テレビ東京からのマスター送出より先に16:9画面の端に表示）。
  - 2021年3月29日からリアルタイム字幕放送を行っている『ワールドビジネスサテライト』では、BSテレ東が字幕放送非対応であるためか「字幕」テロップは表示されない。
- TVQ九州放送制作の『未来の主役 地球の子どもたち』（TXNネットワーク各局で放送）については、テレビ東京と同じデザインのものがVTR編集時にあらかじめ埋め込んである。
- テレビ愛知制作の『トミカヒーロー レスキューフォース』以降の特撮・アニメ番組については、2008年以前から同じデザインのものを制作局のテレビ愛知側がネット送出で出している（同時ネットのTXN各局のみ。サイズは大きめ）。

#### その他の無料BS局
- BS11 - 四角枠に「字幕」。ただし、実施事例は極めて少ない。
- BS12トゥエルビ - BS-TBSと同じく四角枠に「字幕」。四角枠の中は灰色（半透明）。
- BSJapanext - 四角枠に「字幕」。
- Dlife - フジテレビと同じく長方形枠に「字幕放送」。書体はテレビ朝日と同じく白文字のみ。
- 放送大学 - 長方形枠に「字 幕」。画面右下に表示。テロップは2018年10月より表示。